# سید محمدکاظم حجازی
سید محمدکاظم حجازی (زادهٔ ۱۳۴۵ در همدان) نمایندهٔ حوزهٔ انتخابیهٔ همدان در دورهٔ هشتم مجلس شورای اسلامی بوده‌است
.